# Tim Schafer
Tim Schafer (født 26. juli 1967) er en amerikansk computerspildesigner, der efter mere end ti år på LucasArts i 2000 grundlagde Double Fine Productions, som han er leder af.
Schafer har hos LucasArts været med til at skabe titler som The Secret of Monkey Island, Monkey Island 2: LeChuck’s Revenge, Full Throttle og Grim Fandango. For Double Fine Productions stod han bag den første titel, Psychonauts samt den forestående Brütal Legend.

## Ekstern henvisning
- Wikimedia Commons har flere filer relateret til Tim Schafer
- Tim Schafer på Internet Movie Database (engelsk)
- Tim Schafer på The Movie Database (engelsk)
- Tim Schafer på MobyGames (engelsk)